# Giovanni Carestini
Giovanni Carestini (Filottrano, 13 dicembre 1700 – Bologna, febbraio 1759) è stato un cantante castrato italiano che fu all'inizio della carriera un soprano e poi, gradualmente, un contralto con l'avanzare dell'età. Fu uno dei maggiori esponenti del canto virtuosistico settecentesco e lavorò con i più celebri compositori dell'epoca: fra cui Leonardo Vinci, Johann Adolf Hasse, Georg Friedrich Händel e Christoph Willibald Gluck, i quali composero appositamente sulle sue capacità vocali e interpretative vari dei loro ruoli d'opera di successo. Viaggiò molto e calcò i palcoscenici dei più importanti teatri e corti d'Europa, apprezzato dal pubblico e dalle personalità politiche del suo tempo.

## Biografia

### Origini e formazione come virtuoso di Cusani (1700-1723)
Giovanni Carestini nacque a Monte Filottrano, ora Filottrano (Ancona), il 13 dicembre 1700 e venne battezzato due giorni dopo dal parroco Nicola Gentiloni col nome di Giovanni Maria Bernardino. I suoi genitori furono Marco Felice Carestini di Monte Filottrano e Vittoria Costantini di Camerano (Ancona), mentre i padrini di battesimo i nobili del luogo Felice Larcioni e Olimpia Felice Gentiloni.  Aveva inoltre una sorella maggiore, Isabella, e un fratello minore, Francesco Saverio.

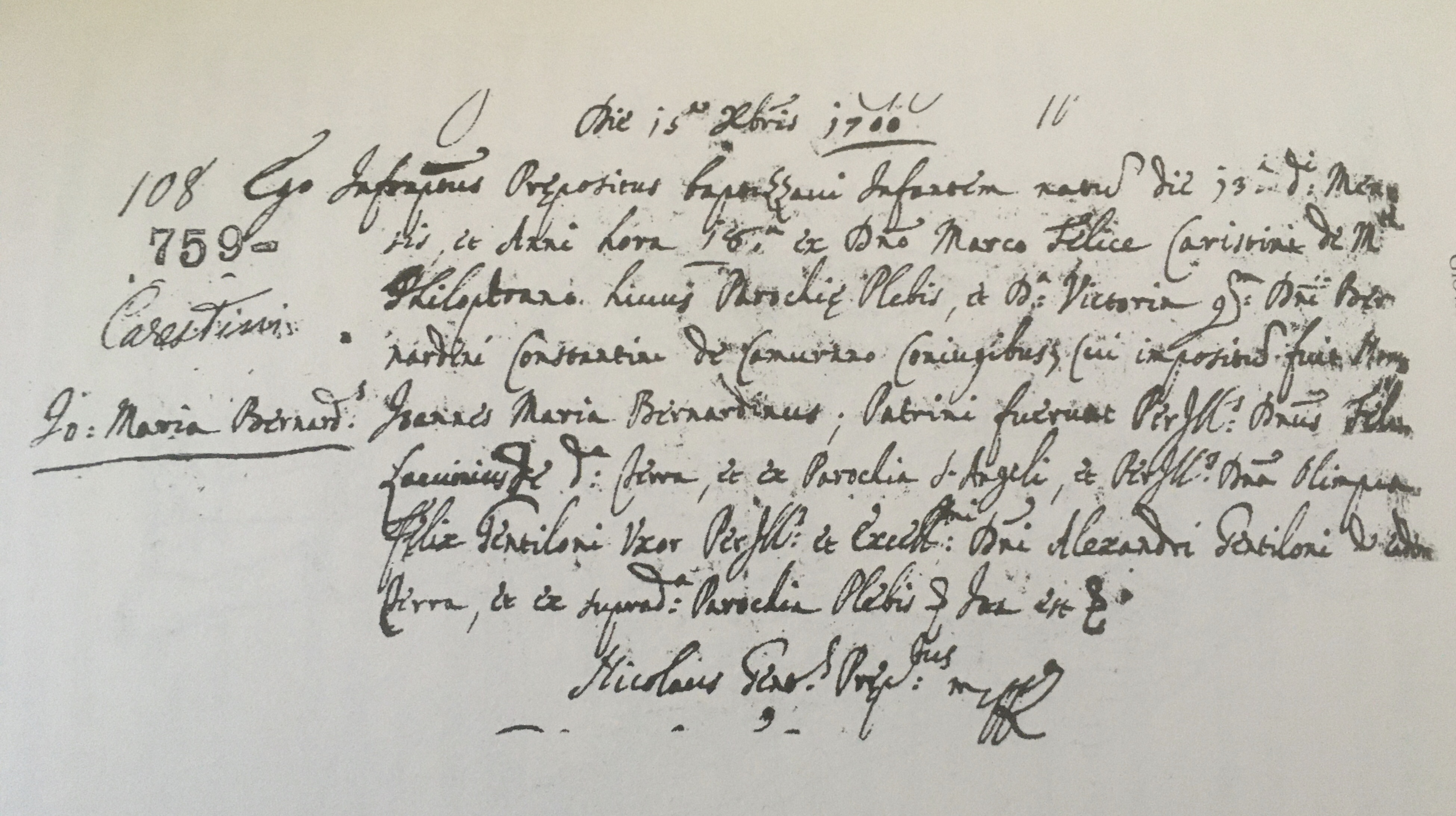
Atto di battesimo di Giovanni Carestini (15 dicembre 1700)

Non si conosce nient’altro a proposito della sua infanzia, in quanto le prime notizie note successive al suo battesimo già lo vedevano impegnato nel canto, in particolare nel 1714 a San Severino Marche nell’oratorio di Antonio Caldara Santo Stefano Re d’Ungheria, nel quale il giovanissimo Carestini interpretò il ruolo di Gisella.  In quell’anno egli doveva già trovarsi presso la nobile famiglia milanese Cusani, in particolare sotto la tutela del cardinale Agostino Cusani (da cui il soprannome Cusanino), che lo prese sotto la propria ala all’età di dodici anni e che si occupò di sostenere la sua formazione alla scuola del Duomo di Milano, nonché di favorire i suoi primi impieghi negli anni a venire. Korsmeier ipotizza che Carestini possa aver subìto l’operazione di evirazione fra i nove e i dieci anni e che, prima di stabilirsi nella città lombarda, abbia avuto una prima formazione ad Ancona.
A Milano, il 26 dicembre 1719, Carestini debuttò nell’opera Porsena di Giuseppe Vignati al Teatro Regio Ducale, nella quale partecipò nel ruolo minore di Mesenzio. Già poco tempo a seguire, prima il 7 e poi l’8 gennaio del 1720, cantò ancora, sempre a Milano: rispettivamente alla Casa professa di S. Fedele nel Dialogo pastorale a gloria del nato Redentore di Giovanni Perroni e di nuovo al Teatro Regio Ducale nella Pace fra Seleuco e Tolomeo di Francesco Gasparini. Nel primo, un’esecuzione sacra, interpretò l’angelo, mentre nella seconda, un’opera alla sua prima assoluta, il personaggio di Agide.
Cusani si caricò della cura e della protezione di Carestini quando aveva da poco ottenuto la carica cardinalizia e, formando un promettente castrato, poteva contare su un virtuoso personale che lo accompagnasse costantemente nelle cerimonie e che desse prestigio al proprio nome quando questi partecipava a delle opere. Difatti Carestini, negli spettacoli sopra menzionati, compare nei libretti come «virtuoso di camera del Card. Cusani» e figura così anche successivamente, quando si trovò impiegato a Roma. Fin quando il giovane virtuoso fosse stato alle dipendenze del cardinale doveva versare parte dei suoi guadagni al suo patrono.
Quando fu nell’Urbe, durante la stagione di Carnevale 1720-1721 al Teatro Capranica, Carestini interpretò Costanza nella Griselda di Alessandro Scarlatti e Fausta nel Crispo di Giovanni Battista Bononcini. A proposito di quest'ultima opera si può leggere una lettera del 28 gennaio 1721 di Margherita Balletti, moglie del compositore dell’opera Bononcini, la quale afferma che Carestini «à tutto quello che ci vuole per ben cantare» e che l’unica cosa che gli manca è l’esperienza.
Sul finire del 1721 partecipò invece al Teatro Alibert come Fausto nel Flavio Anicio Olibrio di Nicola Porpora e come Candaule nella Sofonisba di Luca Antonio Predieri. L’anno successivo apparve di nuovo al Teatro Capranica, prima nel ruolo di Pilade nell'Oreste di Benedetto Miccheli e poi, all’inizio del 1723, nei panni di Alceste nell'Ercole sul Termodonte di Antonio Vivaldi.

### Virtuoso del Kaiser (1723-1725)
Dopo la prima esperienza romana, fu impiegato dall’aprile del 1723 fino all’ottobre del 1725 nella cappella della corte imperiale di Vienna, emancipandosi quindi dalla famiglia Cusani, che si era occupata di formarlo e introdurlo nel mondo del teatro in musica. In estate, infatti, partì alla volta di Praga, in cui partecipò ai grandiosi festeggiamenti per la cerimonia d’incoronazione di Carlo VI a re di Boemia, cantando nell’opera Costanza e fortezza di Johann Joseph Fux, eseguita il 28 agosto 1723. A Vienna si esibì poi l’anno dopo di nuovo in un oratorio di Caldara La morte e sepoltura di Cristo, il primo marzo.
Dal finire del 1724 fino a tutto il 1725 fu invece attivo a Venezia, dove partecipò a due opere di Giovanni Porta, entrambe su libretto di Domenico Lalli: La Mariane e Ulisse al Teatro S. Angelo, nella prima interpretava Ottaviano e nella seconda Telemaco. Il ruolo di Ottaviano è emblematico perché si crea un legame, non di poco conto per l’epoca, fra il personaggio interpretato dal virtuoso Carestini e la carica ricoperta dal suo mecenate, appunto l’imperatore asburgico.
Cantò poi, sempre nella città lagunare, nella parte di Odenato nell'Amore eroico di Giovanni Francesco Brusa al Teatro S. Samuele, nelle vesti di Antioco nel Seleuco di Giovanni Zuccari ancora al S. Angelo, nel ruolo di Erminio nel Siface di Nicola Porpora al S. Giovanni Grisostomo e nei panni di Medarse nel Siroe Re di Persia di Leonardo Vinci al Teatro Grimani, entrambe queste ultime su libretto di Metastasio e rappresentate il medesimo giorno, il 26 dicembre 1725. Carestini in questa data non figura più nei libretti come virtuoso dell’imperatore, poiché il suo contratto era finito nel mese di ottobre dello stesso anno.
Per la fine del 1725, per tutto il 1726 e per la prima parte del 1727 Carestini partecipò dunque agli spettacoli solo a proprio nome, anche se «il 25 aprile 1726 fu accolto dall’Accademia Filarmonica di Bologna “a voti pieni”: in questo stesso periodo dovette entrare alle dipendenze del duca di Parma Francesco Maria Farnese». Tuttavia, soltanto l’anno successivo Carestini sarebbe stato ufficialmente riconosciuto come dipendente e protetto del duca parmense. In questo arco di tempo in cui ancora figurava come cantante in proprio partecipò a I fratelli riconosciuti di Giovanni Maria Capelli a Parma, nel quale fu ancora sul palco con Farinelli, e poi di nuovo a un Siroe Re di Persia, ma stavolta musicato da Giovanni Porta, rappresentato a Firenze e non più nei panni di Medarse, come nella versione di Vinci, ma in quelli del protagonista eponimo. Infine fu nell'Ingratitudine castigata di Vincenzo Chiocchetti e nel pasticcio Il più fedel tra i vassalli a Genova. Rispetto a questo pasticcio, il librettista Francesco Silvani fa capire nella prefazione come nella stesura il ruolo dei cantanti, fra cui Carestini, fosse stato incisivo: «Se lo vedrai con qualche mutazioni, massimamente d’arie […] fu solamente mera necessità di servire a cenni di chi comanda ed incontrare il genio de virtuosi cantanti».

### Virtuoso del duca di Parma (1727-1730)
Il 22 aprile 1727 il duca parmense Antonio Farnese rilasciò a Carestini una patente di virtuoso, stilata su una pergamena col sigillo ducale, che recita il seguente testo:
ANTONIO FARNESE
Per grazia di Dio Duca di Parma, di Piacenza, di Castro, ec / Consaloniere Perpetuo di Santa Chiesa.
Essendosi il Virtuoso Giovanni Carestini coll’applaudito suo Canto Musicale reso della Nostra Lode, e conoscendosi / da noi anche il di Lui rispettoso Zelo per La nostra Persona concendiamo volentieri a darli un chiaro attestato del nostro affetto dichia / randolo con La presente Lettera Patente nostro Virtuoso, ed attuale Servidore. Come tale però intendiamo, che da chiunque soggiace / alla Nostra Autorità vengo riconosciuto, trattato, e rispettato, volendo ancora, che goda di tutte Le prerogative, onori, e privilegi, che / godono gli altri Nostri attuali qualificati Servidori e Virtuosi, ed in oltre, che in occasione de’ suoi viaggi per li nostri Stati sia Lasciato / Liberamente passare con chi sarà di sua Compagnia, con le sue robe, armi, ed arnesi, con prestargli occorrendo ajuto, e favore. Preghiamo / pure gl’altri Principi per le stati de quali dourà transitare, o fermarsi a compiacersi di far praticare Lo stesso, assicurandoli noi / d’una pari corrispondenza.
In fede Dat. in Parma 22 Ap[ri]le 1727.

Patente di Virtuoso, e Servidore attuale in Persona di Giovanni Carestini Musico.
Grazie a questo documento, Carestini poté dunque essere legittimato a trarre numerosi benefici: avere riconosciute le sue doti artistiche, certificare il suo legame col duca in qualità di suo professionista e dipendente e avere libertà di movimento, assicurata nei confini del ducato e fortemente raccomandata anche al di fuori di questi. Tali privilegi gli garantirono protezione, sostentamento finanziario e gli permisero di usare la patente sia come passaporto che come lettera di raccomandazione da usare per gli ingaggi, che poteva ora ottenere, potenzialmente, pressoché ovunque grazie alla maggiore mobilità.
La sicurezza di viaggi più semplici, assieme a tutti i vantaggi sopra detti, permise a Carestini di concentrarsi al massimo sulla propria carriera. Infatti, durante i tre anni al servizio del duca, partecipò a una ventina di produzioni, muovendosi in tutta l’Italia settentrionale e centrale e spingendosi anche a sud, fino a Napoli: fu prima a Reggio Emilia per un nuovo Siroe Re di Persia di Antonio Vivaldi, poi a Milano per Il Tamerlano di Antonio Giaij, mentre per il Carnevale 1727-1728 fu per la seconda volta a Roma, dove cantò al Teatro delle Dame (ex Alibert) nell'Ipermestra di Francesco Feo e nel Catone in Utica di Leonardo Vinci, opera con libretto di Metastasio in cui Carestini interpretò il personaggio di Cesare.

#### La rivalità con Bernacchi
Dopo il secondo soggiorno romano apparve per il resto del 1728 e parte del 1729 a Napoli, dove nel Teatro S. Bartolomeo il primo maggio cantò nell'Attalo Re di Bitinia di Johann Adolf Hasse nel ruolo principale, poi nel Clitarco o sia Il più fedel tra gli amici di Pietro Scarlatti e infine, durante il Carnevale, nel Flavio Anicio Olibrio musicato da Leonardo Vinci e, ancora, in un’opera di Hasse, L’Ulderica.

A Napoli fu anche protagonista di una contesa, con tanto di fazioni nobiliari, con il collega Antonio Bernacchi, pure impiegato nella città partenopea nello stesso periodo. Di questo fatto ne scrisse il conte Francesco Maria Zambeccari al fratello in una lettera del 2 marzo 1729:
Il Viceré, a cui piace assai Bernacchi, li disse che voleva che restasse per l’anno venturo assolutamente, il Bernacchi rispose che l’averenne ubbidito se gl’accordavano tutti li patti che bramava, fra quali era che restasse la Merighi, e fosse mandato via il Carestini, suo nemico e d’altro partito. Il Viceré ordinò all’uditore generale che tutto ciò si facesse subito, e che se ne rogasse la scrittura. Le dame e cavaglieri del partito di Carestini subito fecero brighe e ricorsero dal Viceré protestandosi che non volevano privarsi assolutamente del Carestini. Allora il Viceré si trovò imbrogliato ed ordinò all’impresaro che vedesse lui d’aggiustare quest’affare che esso non ci voleva intrigarsene e che di teatri non ne voleva sapere più cosa alcuna, e che nemmeno voleva più dare il solito sussidio. Pervenuta tale notizia al Bernacchi, andò dall’impresaro e disse che lui era huomo da essere cercato e non da raccomandarsi, che non voleva stare in un paese dove non era ben veduto, che non voleva fare il capopolo e non voleva sapere di ragazzate e facendosi dare la sua scrittura già fatta e quella della Merighi, ambedue le stracciò e le buttò via, dicendo non curarsi di stare a Napoli quando v’aveano ad essere questi contratti.
In ogni caso Carestini, nonostante la “vittoria” sul rivale, non rimase a lungo a Napoli, poiché nel maggio partì per cantare a Venezia prima nella Sulpizia fedele di Antonio Pollarolo e poi nella Dorinda di Baldassarre Galuppi. Fu poi in agosto a Milano per La fortezza al cimento di Tomaso Albinoni, mentre per il Carnevale 1729-1730 per la terza volta a Roma.

#### La rivalità con Farinelli
Nell’Urbe cantò in tre opere, tutte su libretto di Metastasio e tutte musicate da Leonardo Vinci: La contesa dei numi in cui era nei panni di Giove, Alessandro nell’Indie in cui era Poro e Artaserse in cui interpretava Arbace.
Artaserse fu l’ultimo libretto che Metastasio scrisse a Roma prima di stabilirsi come poeta cesareo a Vienna e aveva dunque per questo fatto una certa importanza. A musicarlo a distanza di pochissimo tempo proprio nella stessa stagione furono, appunto, Leonardo Vinci per rappresentarlo a Roma in prima assoluta al Teatro delle Dame e Johann Adolf Hasse, invece, per la prima assoluta al S. Giovanni Grisostomo di Venezia. Le due città e teatri rivali approfittarono delle circostanze per accrescere ulteriormente la loro competizione, assegnando lo stesso ruolo di Arbace ai due campioni vocali del momento: Carestini e Farinelli; l’uno per Roma e l’altro per Venezia. Come si è scritto, fra i due non correva buon sangue e lo testimonia lo stesso Farinelli in un paio di lettere. Una di queste si riferisce proprio all'Artaserse e in particolare ad un’aria in esso contenuta che, divenuta cavallo di battaglia di Carestini, Farinelli non voleva cantare per non essere associato in nessun modo al rivale:
Per l’aria che desidera il signor marchese Bentivogli “Vo solcando un mar crudele” supplico vostra eccellenza persuadere il suddetto cavaliere che in stanza o fuori di teatro la canterò quante volte il medesimo mi comanderà, ma per cantarla in teatro la prego di lasciarmi in libertà, mentre da che faccio la professione non v’è stato mai caso ch’io abbi in scena cantato arie altrui, massimamente di quel soggetto glorioso, sicché io godo che gli altri cantino le mie arie in teatro ed io aver contento d’ascoltarle, come più volte mi è successo, e così non desidero che qualche soggetto vanaglorioso si possa vantare che Farinello canti le sue arie. Della persona di cui discorro a molto spirito vostra eccellenza penetrarlo qual è il soggetto che si gloria, senza ch’io ponchi in carta chiaramente il virtuoso nome.
“Vo solcando un mar crudele” era proprio l’aria finale del primo atto dell'Artaserse e, presente nel libretto originario, fu musicata solo da Vinci poiché Farinelli chiese che per lui fosse scritta appositamente una nuova aria (in sostituzione Hasse musicò “Parto qual pastorello”), in modo da «mantenere ben distinto il proprio profilo professionale e la propria identità di artista», come osserva Anzani. Se in quell’occasione Farinelli nella lettera era stato allusivo verso Carestini, in un’epistola dell’anno successivo si mostra invece molto più diretto, dato che il rivale pare avesse tentato di sabotare senza successo una sua esibizione a Milano, città d’adozione di Carestini, che ivi aveva numerosi contatti:
Io poi ho avuto una gloria in Milano che mai avrei creduto, mentre il Carestini ha scritto a quasi tutta la nobiltà che lo sostentassero e che non facessero tanto per Farinello, onde veda vostra eccellenza quanto è maledetto tal castrato, ma io però, grazie al cielo, ho ritrovato un benigno compatimento, particolarmente dalle case Simonetta, Borromei e Archinta e Perlunga e Visconti.
Questa alta competitività fra i due si sarebbe replicata pochi anni dopo a Londra, quando Carestini fu assunto da Georg Friedrich Händel per la propria compagnia d’opera e Farinelli per la rivale Opera of the Nobility.
Tornando al procedere della carriera di Carestini, dopo il Carnevale romano del 1730 si spostò prima a Piacenza, poi a Milano, poi ad Alessandria e ancora a Milano. Cantò rispettivamente nello Scipione in Cartagine nuova di Geminiano Giacomelli, nell'Arminio di Hasse, nell'Anagilda di Luca Antonio Predieri e, entrambe nella città adottiva, in un pasticcio sull'Artaserse metastasiano, sempre nelle vesti di Arbace, e in una nuova versione di Alessandro nell’Indie musicata da Predieri, con Carestini sempre come Poro. Nel libretto dell'Anagilda rappresentata ad Alessandria, Carestini non compare più come virtuoso del duca di Parma, era il 23 settembre 1730.
Da quando non dipese più dal duca di Parma, Carestini appare nei libretti fra il 1731 e l’inizio del 1733 alternativamente o solo col proprio nome o come virtuoso dell’elettore bavarese Carlo Alberto. Dopo una rappresentazione nel maggio 1731 a Venezia nell’opera Venere placata di Francesco Courcelle, Carestini fu infatti a Monaco di Baviera per L’Ippolito di Pietro Torri nelle vesti dell’eponimo protagonista. Tuttavia, non è dimostrabile che egli fosse già assunto presso l’elettore, poiché nel libretto il suo nome non è accompagnato da nessun mecenate e in un resoconto del lavoro di sartoria per quest’opera si descrive la realizzazione di un «abito persiano» per lo «straniero Carestini»: straniero e non nuovo castrato (dicitura che accompagnava solitamente i virtuosi neo-assunti).
Fu poi a Milano per il pasticcio Antigona e per l’opera di Giovanni Porta Il Gianguir. Nel 1732 passò ancora a Roma per cantare nel Lucio Papirio Dittatore, sempre di Porta, in cui è indicato come cantante dell’elettore bavarese, poi a Piacenza, senza mecenate, nell'Alessandro Severo di Geminiano Giacomelli e infine a Firenze, di nuovo come virtuoso dell’elettore, dove cantò alla fine dell’anno nel Demetrio di Giovanni Battista Pescetti e all’inizio del 1733 nel pasticcio Farnace.

### Primo uomo di Händel (Londra, 1733-1735)
Mentre Carestini era ancora virtuoso del duca di Parma, Georg Friedrich Händel aveva fatto alcuni viaggi in Italia per assumere nuovi cantanti. In particolare, ne fece uno nel 1729 in cui fu preso in considerazione, fra altri papabili castrati, proprio il virtuoso marchigiano, senza tuttavia concludere per il momento un ingaggio. Ne fece poi un altro nel 1733 in cui invece, deciso ad assumerlo, confermò personalmente l’impiego a Londra di Carestini, che nell’occasione fornì al compositore una serie di arie predilette da inserire in un imminente pasticcio, che sarebbe poi stato Semiramide riconosciuta, rappresentato il 30 ottobre 1733: fu il debutto di Carestini a Londra.
In questi anni, dal ’33 al ’35, egli soggiornò continuativamente nella città inglese e lavorò esclusivamente per Händel. Oltre che nel pasticcio suddetto cantò negli altri successivi Caio Fabrizio, Arbace, e Oreste, negli oratori Deborah, Esther e Athalia e nelle opere Ottone Re di Germania, Arianna in Creta, Il Parnasso in festa, Sosarme Re di Media, Acis and Galatea, Ariodante e, infine, Alcina, opera che decretò la fine del sodalizio con Händel.
Questo triennio della vita e della carriera di Carestini fu intenso e ricco di eventi, sia per il rapporto personale e professionale con Händel che per le contingenze anche extra-musicali che avvennero proprio in quel periodo a Londra: la scissione fra il principe di Galles Federico e suo padre, il re Giorgio II, e fra Händel e i suoi cantanti, la fondazione dell’Opera of the Nobility per contrastare la musica ufficiale del re e del suo compositore, e le divergenze creative fra l'autore tedesco e Carestini.

### Virtuoso di Baviera e altri servizi (1735-1744)
Approdato nel continente dopo l’esperienza londinese, Carestini fu attivo a Pesaro nel settembre del 1735 nei panni di Sesto per il Tito Vespasiano di Hasse, basato sul libretto di Metastasio La clemenza di Tito. Per quest’opera apparve di nuovo come cantante dell’elettore di Baviera, con cui al ritorno dall’isola britannica aveva evidentemente ripreso i contatti.

#### Il diverbio con l'impresario Carasale
Fu poi a Milano il 26 dicembre per due rappresentazioni: un pasticcio intitolato Adriano in Siria e un’opera, La tirannide debellata di Egidio Duni. Due giorni dopo, il 28 dicembre, giunse a Carestini, che si trovava ancora nella città lombarda, una lettera da Napoli dell’impresario Angelo Carasale, che aspirava ad assumerlo per l’anno venturo nella città partenopea, ma ad un prezzo che il cantante non approvò, come si evince dall’epistola che gli inviò come risposta:
Mi giunge il suo stimatissimo foglio colla data 15 novembre direttami a Pesaro, ed io la ricevo solamente oggi alla quale rispondo con sommo dispiacere, che se lei pensa alla prima pagha che io ebbi in Napoli non potrò mai avere il contento di servirla, quando che li dissi in altra mia che poteva informarsi dal signor Giuseppe Brivio se lui mi à sempre accordato per tre opere settecento doppie di Spagna, e avendo avuto il tempo di fare ancora altri guadagni, come a dire prima vera ed autuno; onde per farli vedere la stima che ò di lei, e per avere la sorte di servire tutta questa città, per le quattro opere lei mi darrà ottocento doppie, altrimenti la prego lasciarmi in libertà, avendo da conchiudere altri trattati, spero che lei non vorrà il mio pregiuditio sapendo molto bene che in oggi in Italia son solo, onde posso guadagnare da mille e cento doppie, in altra congiuntura io farò per lei tutto quello che potrò, mi favorischi di subita risposta, e divotamente li bacio le mani.
U.mo S.re vero

GIO. CARESTINI
Le ottocento doppie chieste da Carestini in cambio dei propri servigi parvero un’esagerazione a Carasale il quale, contrariato, commentò che non era affatto il solo in Italia, come invece aveva affermato d’essere, che a Napoli c’era Caffarelli che non gli era inferiore ed era da tutti adorato e che «si dovrebbe altresì ricordare che non è già quel Carestini che era, per aver molto perduto nella voce».
Nonostante queste premesse, da maggio fino a dicembre del 1736 Carestini fu impiegato lo stesso a Napoli, prima per il Cesare in Egitto di Geminiano Giacomelli, in cui interpretò di nuovo Cesare dopo il Catone in Utica di Vinci, poi per l'Alessandro nell’Indie di Hasse, in cui fu ancora Poro, e per il Farnace di Leonardo Leo, nel ruolo dell’eponimo protagonista. Alla fine riuscì anche ad ottenere il discusso ed esorbitante stipendio di ottocento doppie poiché, come commenta Croce, «si vede che, comunque il Carestini “non fosse più quello d’una volta”, il Carasale teneva ad averlo».
I problemi con l’impresario tuttavia non finirono subito così: infatti, prima di avere nelle proprie mani i soldi, Carestini dovette ricorrere al re di Napoli, poiché Casarale non voleva pagarlo. Il rifiuto di elargire lo stipendio da parte dell’impresario era dovuto al mancato versamento dell’affitto dei palchi da parte di due nobili, protettori di Carestini. Il re risolse la questione ordinando agli aristocratici insolventi di pagare Carasale e a quest’ultimo di fare altrettanto con Carestini.
Da Napoli nel maggio 1737 fu a Bologna per il Siface di Leonardo Leo, nel quale ricoprì il ruolo principale. In questa occasione fu ancora una volta virtuoso dell’elettore di Baviera Carlo Alberto, il quale, dopo averlo ascoltato in quest’opera, scrisse sul proprio diario che il famoso Carestini era quello che brillava di più.
Per la festa di S. Stefano dello stesso anno, Carestini si trovò a Torino per due opere: il Demofoonte di Giuseppe Ferdinando Brivio e l'Issipile di Baldassarre Galuppi. Nella primavera del 1738 fu a Padova e poi a Verona, rispettivamente per l'Artaserse di Giuseppe Ferdinando Brivio, nei consueti panni di Arbace, e per La clemenza di Tito di Hasse, sempre nel ruolo di Sesto. In ottobre invece si trovò fuori dallo Stivale, a Monaco di Baviera, ancora in un Gianguir di Giovanni Porta.
Per tutto il 1739 non vi sono tracce di Carestini né a livello biografico, né tantomeno professionale, tuttavia alla fine di quell’anno si sa che fu per la seconda volta a Londra, su invito di Lord Middlesex, poiché a dicembre vi cantò nella serenata Diana ed Endimione di Giovanni Battista Pescetti e nel Salve Regina di Hasse. Nella città inglese stette almeno fino al maggio del 1740, poiché all’inizio di quell’anno cantò in due pasticci, Merope e Silinunte e Olimpia in Ebuda, e nell’opera Busiri overo Il trionfo dell’amore di Giovanni Battista Pescetti.
Al ritorno da Londra, dopo le diffuse apparizioni come virtuoso dell’elettore Carlo Alberto, Carestini venne ufficialmente assunto presso la Corte di Baviera il primo luglio del 1740, con uno stipendio di duemila fiorini lordi. Come Kammervirtuose si esibì infatti il 26 dicembre del 1740 a Torino per un evento speciale: l’inaugurazione del Teatro Regio. L’opera scelta per l’occasione fu l'Arsace di Francesco Feo e Carestini ne interpretò il protagonista. Sempre a Torino, nel gennaio dell’anno successivo, cantò nell'Artaserse di Giuseppe Arena, il ruolo era il solito: Arbace.

Nell’aprile del 1741 partecipò nel nuovo teatro di Reggio Emilia al Vologeso Re dei Parti di Pietro Pulli nel ruolo principale. Per l’occasione si può leggere un componimento apposto fra un’incisione che rappresenta uno stilizzato Carestini col costume di Vologeso e un’aria da egli cantata:
Al Sigr Gio. Carestini
Virtuoso di S.A. Elettor.
di Baviera, che in Reggio
l’anno 1741 fà la parte del
VOLOGESO
Sonetto
Quando tuo spirto armonioso, e forte
l’opre de’ prischi Eroi desta, e figura,
ch’ebber l’Alma maggiore a regal sorte,
e sù le Greche, e sù le Ausonie mura.
Qual fia ch’alto piacere al cor Tu porte!
Ma più, se, dal tuo sen profonda, e pura
voce all’aura si scioglie, alle più accorte
genti, e all’ignaro Vulgo unquarico oscura;
l’udir canora un giorno alle sue sponde
Pò, Danubio, Tamigi, Adria ed Ibero,
e Partenope bella, e l’alta Dora,
cento Fiumi superbi, e cento ancora:
s’oggi lode il mio Fiume, anch’esso alten[o?]
Co’ gli applausi d’ogn’altro i suoi confonde.

Aliarco P.A.
I fiumi menzionati nella poesia sono quelli che attraversano alcune fra le più importanti città in cui Carestini cantò e il poeta vuole così onorarne la fama, esprimendo con aggettivi deliziati non solo il suo talento, ma pure l’onore di averlo in scena anche presso il proprio fiume.
Si può ancora notare l’importanza di Carestini come interprete da una lettera di Apostolo Zeno, sempre in riferimento al Vologeso, datata al 30 dicembre 1740, nella quale il librettista afferma: «la distribuzione dei tre personaggi dell’opera, cioè Berenice alla Tesi, di Vologeso al Carestini e di Lucio Vero all’Amorevoli, non può esser meglio pensata né stabilita, essendo i caratteri di quelle parti principali ottimamente adattate all’abilità degli attori, pienamente a me nota». Questo permette anche di capire come nel Settecento le parti venissero concepite pensando ad interpreti ben precisi e come, conseguentemente, studiando quelle parti si possano comprendere varie caratteristiche dei cantanti per cui esse sono state realizzate.
Carestini fu poi a Francoforte nei primi due mesi del 1742 per partecipare alla nomina dell’elettore di Baviera a imperatore del Sacro Romano Impero col nome di Carlo VII. Il 31 marzo dello stesso anno, come risulta dal libro paga, il suo impiego presso la Corte di Baviera si concluse. Tuttavia, i contatti con la Baviera non finirono qui, sia perché Carestini riapparve in altre occasioni come virtuoso dell’elettore, ormai divenuto imperatore, sia perché si prolungarono per anni alcune questioni irrisolte riguardanti i pagamenti dovuti al cantante per i suoi servigi.

Nel gennaio del 1743, a distanza di pochi giorni, cantò a Milano nel Demofoonte di Christoph Willibald Gluck, in cui ricoprì il ruolo di Timante, e nell'Agrippina moglie di Tiberio di Giovanni Battista Sammartini. Come si può evincere dalla recensione della Gazzetta di Milano del 9 gennaio 1743, il Demofoonte ebbe un’ottima accoglienza e il ruolo ricoperto da Carestini sembra essere stato, ancora una volta, di centrale importanza:
Domenica scorsa è poi per la prima volta stato rappresentato sopra di questo Regio Ducale Teatro il Dramma intitolato DEMOFOONTE, che ha riportato, come si aspettava, la comune soddisfazione e applauso, non mancando di concorrervi ogni sera Spettatori in buon numero, da’ quali viene lodata la virtù de’ Signori Rappresentanti, ammirandosi fra questi sopra tutto la singolare abilità del Canto ed Azione del rinomato Sig. Giovanni Carestini.
A maggio si ritrovò a Venezia per l'Ezio di Giovanni Battista Lampugnani e poi a giugno a Padova. Nella città veneta Carestini era stato invitato dal marchese degli Obizzi, affinché si esibisse nel teatro di sua proprietà in un’opera metastasiana. Il cantante gli rispose il 20 febbraio 1743, proponendo di far eseguire il recentemente cantato Demofoonte, con la stessa musica di Gluck e il pressoché identico cast della prima assoluta di Milano. Così recita il testo della lettera di Carestini:
Mi trovo onorato dun gentilissimo foglio di V. E. col grato invito per l’opera da rappresentarsi costà per la prossima fiera; in primo luogo mi permetta per quanto so e posso gliene renda ossequiosissime le grazie per la favorevole memoria ch’ella si degna avere di me, e poi che m’avanzi pel comun bene a suggerire all’E. V., che stimerei, già che desidera un dramma di Metastasio, si fissasse quello del Demofonte colla musica del Cluck. Quest’opera l’abbiamo rappresentata per prima in Milano nel corrente carnovale, s’accerti, che niun dramma ha avuto più felice ed universale incontro di questo; sì per il merito della vaghissima e ben adattata musica, che per il bellissimo intreccio e forza del libretto, nel quale essendo il tutto adossato sopra la mia parte, con ogni facilità gli viene in seguito il rimanente; oltre di che non riuscirebbe a me di quell’incomodo, che difficilmente potrei intraprendere in dovere imparare nuova parte, avendo questo già a memoria sì per la musica, che per le parole, ed essendo il tempo ristretto, ed io affaticato, serberei quella lena che dovrei spendere in istudiare altro dramma, tutta in rappresentare l’accennato Demofonte.
Degnisi ancora l’innata bontà di V. E. permettermi poterle suggerire, che il Cluck si potrebbe avere al più con 50 zecchini, con obbligo di portarsi a Padova, sonare e porre in iscena l’opera e mutare qualche aria a piacere di V.E. la Stabili, che meco ha rappresentato il detto dramma, si è portata a meraviglia bene sì per l’azione, che per il canto, avendo la parzialità, ed accortezza del compositore vestita d’arie a lei ben opportunissimamente adattate, e questa ancora aver potressimo a prezzo discreto. Una tale Casalini veneziana, di bella voce soprana ha rappresentata la seconda donna, e questa ancora ha merito sì per il canto, che pel recitare d’essere ammessa nella compagnia, essendo sicuro, che non resterebbe per il prezzo di venire a servire nel suo rinomato teatro. Per secondo uomo abbiamo l’Agata Elmi fiorentina, e V. E. non può credere, se non lo vede, quanto sia propria in iscena, di bel portamento, nobile azione, buona voce, e fino gusto nel canto.
Resterebbe all’E. V. la provvista d’un buon tenore, e che sapesse bene sceneggiare, e trovato questo, le assicuro infallibilissimamente un favorevole universale aggradimento. Le altre due parti per essere di lieve impegno, con tutta facilità le potrà avere, avvertendo, che fra queste due deve esservi un altro tenore padre di Dircea, ma di niun peso. Ecco quanto toccante all’opera ho stimato mio debito avanzare all’E. V., e ciò pel bene comune, e per mostrarle in qualche parte quale, e quanta sia la mia ossequiosissima osservanza, che le professo.

Di prezzo poi, in quanto a me, non m’avanzo a parlarne; sommo prezzo è il poter ricevere l’onore di servire un tanto, e sì degno cavaliere, la di cui protezione antepongo ad ogni altro lucro; degnisi dunque darmi qualche riscontro sopra il dettaglio riverentemente accennato, mentre in caso differente in tutto e per tutto mi riporterò sempre a’ veneratissimi cenni di V. E.; ed umilissimamente ambo le mani baciandole, per sempre mi pregerò essere ec.
Alla fine Carestini a Padova riuscì ad ottenere la rappresentazione del Demofoonte e nello stesso ruolo di Timante, ma non la musica di Gluck e i colleghi suggeriti nell’epistola. Infatti a musicare l’opera di Metastasio per il Teatro degli Obizzi fu Niccolò Jommelli e il cast era completamente diverso rispetto a Milano.

Carestini passò il Carnevale del 1743-1744 fra Venezia e Milano: nella prima partecipò ad un pasticcio intitolato Arsace, che si replicò poi nella seconda. Sempre nella città lombarda cantò poi, nella stessa stagione, anche in un'altra opera di Gluck, la Sonfonisba, che come il precedente Demofoonte ricevette dalla Gazzetta di Milano una recensione molto positiva, datata al 22 gennaio 1744:
Sabato scorso fu rappresentato per la prima volta in questo Regio Ducal Teatro, come avvisammo, il secondo Dramma per il corrente Carnovale, il quale riportò, secondo che si aspettava, la piena approvazione de’ Spettatori, i quali concorrono alle recite in gran numero, essendo veramente in ogni sua parte magnifico, e dilettevole; distinguendosi fra gli altri Signori Attori il celebre Sig. Giovanni Carestini, che nel Canto, e nell’Azione riporta l’universale applauso, ed ammirazione, mentre da un anno all’altro più riesce nuova e gradita la di lui rappresentazione.
Tornato a Venezia nel maggio del 1744, cantò ancora come Cesare nel Cesare in Egitto di Antonio Colombo e, sempre nella città lagunare, partecipò il 26 dicembre all'Antigono di Andrea Bernasconi e alla Semiramide riconosciuta di Hasse: quest’ultima opera segnò l’inizio di un lungo periodo, dal 1744 al 1749, in cui Carestini cantò esclusivamente in opere del compositore tedesco.
In entrambe le rappresentazioni, comunque, il cantante riapparve anche in qualità di virtuoso di Carlo VII, prima elettore di Baviera e poi imperatore del Sacro Romano Impero.

### Virtuoso di Sassonia con Hasse (1746-1749)
Johann Adolf Hasse aveva in molte occasioni composto per Carestini, sin dagli anni giovanili, e all’epoca lavorava presso la Corte di Dresda, la quale ben presto assunse anche il virtuoso marchigiano al proprio seguito. Prima di ciò, tuttavia, trovandosi Carestini in Germania già nel 1745 e non avendo ancora ricevuto tutto quanto gli era dovuto dalla Corte di Baviera, scrisse una lettera di rivendicazione di parte del proprio stipendio alla consorte cesarea del Sacro Romano Impero, poiché l’imperatore Carlo VII era morto nel gennaio dello stesso anno: 
Sacra Cesarea Reale Maestà
Sigra Sigra Augustissima
Prostrato Giovanni Carestini à Piedi di vostra Sacra / Cesarea Real Maestà col più profondo ossequio l’Espone / esser di Passaggio per Monaco ed avendo avuto l’onore di / Servire Sua Cesarea Maestà augustissimo, e andando Cre- / ditore di tal Servigio prestato di fl. 8500. Come dalla / Serenissima Elettorale Camera si vede per conto de Mercedi, / Essendomi Sempre mantenuto dell mio con molto mio incommodo / oltre il danno ricento non Solo per me, che alla mia Casa / per la perdita di molte Recite d’Italia abbandonate, che con / il debito cretto in Monaco per andare à Franckfort, che / Linz, che per non aver denaro Feci impegnare tutte le mie / Robbe, restando di presente Impegnate con il danno dell’Interessi / che mi corrano al 5. per 100., i quali mi Superano al capi- / tale oltre l’astratezza, che mi fanno per tal Retiro, e di ciò / ne pongo il Riflesso alla Benigna Clemenza, e Patronanza / di vostra Sacra Cesarea Real Maestà per l’interessione / appresso Sua Altezza Serenissima Elettorale, acirò voglia / aggraziarmi di farmi Sodisfare in quello, che in conscienza / giudicherà di giusto, non pretendendo il tutto, mà Considerando / esser queste Mercedi troppo giuste alla Sotisfazione, acirò che / non habbia à patir l’Anima di si Augustissimo Monarca / che il Suo gran Nome Sarà Sempre Immortale in tutto il Mondo, / che è quanto benignamente ne supplico, al che non mancherò / Sempre di pregare S: D: M: si io, che tutta la mia Famiglia per la Conservazione di tutta la Serenissima Eletoral Casa / che di vostra Sacra Cesarea Real maestà, che con tutto / ossequio mi prostro à piedi degnissimi,
Di vostra Sacra Cesarea Real Maestà
Umillissimo Devotissimo obligatissimi Seruo

Giovanni Carestini
Il cantante, nell’attesa che i bavaresi lo pagassero, arrivò a Dresda nella primavera del 1746, spostandosi poi a Bayreuth a fine giugno per impegni presso Guglielmina di Prussia, margravia consorte di Brandeburgo-Bayreuth. Tuttavia, nulla si conosce a proposito dell’attività di Carestini in questa città; l’unica testimonianza che si può leggere è quanto Guglielmina scrisse al fratello Federico il Grande in una lettera del 12 luglio 1746: «Wir haben hier einen Kreis von Musen, der mich fast den ganzen Tag erfeut: Hasse, die Faustina und Carestini».
L’effettiva attività a Dresda cominciò solo nel 1747 con La spartana generosa di Hasse, eseguita il 13 giugno in occasione del doppio matrimonio tra il sassone Federico Cristiano e la bavarese Maria Antonia e la sassone Maria Anna e il bavarese Massimiliano Giuseppe. Ancora una volta Carestini si trovò in contatto con i suoi ex datori di lavoro della Baviera, che soltanto l’anno successivo, 1748, conclusero definitivamente le ultime pratiche di pagamento del cantante.
Nel 1747 Hasse compose il Leucippo, con Carestini come protagonista, per il compleanno dell’elettore sassone Augusto II. La prima assoluta avvenne nel castello di Hubertusburg il 7 ottobre. Altre rappresentazioni della stessa opera si ebbero nel gennaio del 1748 a Dresda e nel maggio del 1749 a Venezia.
Nel 1748, prima a febbraio e poi a dicembre, Carestini si esibì a Dresda e poi a Venezia nel Demofoonte di Hasse. L’impegno di Carestini presso Dresda si concluse con la già menzionata rappresentazione veneziana del 1749 del Leucippo di Hasse; dopodiché per il Carnevale 1749-1750 fu a Milano per l'Artaserse di Giovanni Battista Lampugnani e per Il Tigrane di Giuseppe Carcani, su libretto di Carlo Goldoni.

### Virtuoso di Prussia con Graun (1750-1753)
Dall’agosto del 1750 al marzo del 1753 fu costantemente a Berlino a cantare nelle opere di Carl Heinrich Graun, rispettivamente: Fetonte, Mitridate, Britannico, Orfeo ed Euridice e Silla.
Già circa un decennio prima Federico il Grande aveva cercato di far venire Carestini nella capitale prussiana, ma senza che l’affare andasse in porto. Alla fine era infatti stato assunto presso la Corte un altro castrato, Felice Salimbeni, che vi si insediò nel 1743, per poi andarsene nel 1750. A quel punto il virtuoso marchigiano subentrò al suo posto a Berlino e dovette inizialmente ricoprire anche le parti che erano state composte sulle capacità di Salimbeni, il quale tuttavia era un soprano.
Carestini con il passare del tempo aveva subìto un certo abbassamento dell’estensione vocale e a questa data era decisamente un contralto, peraltro con tutti i limiti dell’età avanzata, poiché ormai era cinquantenne. Il fatto, dunque, di dover ricoprire dei ruoli di soprano, registro privilegiato da Graun e dallo stesso re per i ruoli di protagonista, non lo aiutò nell’eccellere in queste rappresentazioni, specialmente nel rifacimento del Fetonte, nel Mitridate e nel Britannico, tutte opere concepite ancora pensando a Salimbeni.
Soltanto nell'Orfeo ed Euridice pare che Carestini fosse finalmente risultato soddisfacente, poiché Graun, come afferma Schneider, sapendo di non poter disporre di un altro interprete in breve, capì che doveva sfruttare al meglio quanto Carestini aveva da offrire in quel momento e così il ruolo di Orfeo fu scritto per contralto.

### Il viaggio in Russia e la morte (1754-1759)
Congedatosi dalla Corte prussiana, Carestini andò in Russia nel 1754 presso la zarina Elisabetta con la compagnia di Francesco Araia e vi rimase fino al 1756. Un coevo, Jacob von Stählin, commentò così la presenza del cantante presso la Corte dell’Impero zarista:
Die Rußische-Kammer-Musik den ehemals sehr berühmten Castraten Carestini, der nun ziemlich zu Jahren gekommen, mit den schönen Ueberbleibseln seiner hellen Stimme und vortrefflichen Sing-Manieren aber noch wol zu hören war. Er hat in etlichen Opern recitirt, und an sich warnemen lassen, daß er ehemals einer der vortrefflichsten Operisten gewesen. (La musica da camera russa ha ospitato il castrato Carestini, un tempo molto famoso e ormai avanti con gli anni, ma che poteva ancora essere ascoltato con i bei resti della sua voce brillante e delle sue eccellenti maniere di cantare. Ha recitato in diverse opere e si sa che un tempo era uno dei più eccellenti cantanti d'opera).
Del suo soggiorno russo è nota soltanto la partecipazione all'Alessandro nell’Indie di Araia a S. Pietroburgo il 18 dicembre 1755. Il personaggio che Carestini interpretò in quest’opera era ormai consolidato: Poro.
Il 13 agosto 1756 la Gazette de Moscou annunciava le dimissioni di Carestini dalla Corte e aggiungeva: «son art est tellement connu de tous les amateurs de musique, que l'on n'a pas besoin de la rappeler. Sa Majesté a daigné lui donner mille deux cent roubles» («la sua arte è talmente nota a tutti gli amanti della musica che non è necessario ricordarla. Sua Maestà si è degnata di dargli milleduecento rubli»).
Tornato in Italia cantò per l’ultima volta nell'Ezio di Gaetano Latilla al S. Carlo di Napoli, era il 10 luglio 1758. Non era stato un ritiro programmato, in quanto a decretare questa come ultima apparizione di Carestini fu l’accoglienza ostile del pubblico nei suoi confronti e, forse, il sopraggiungere della malattia che lo portò poi alla morte all’inizio dell’anno successivo. Carestini infatti era probabilmente stato scritturato anche per un Demofoonte e una Clemenza di Tito di Hasse per il 1759, ma non vi cantò.
Passò l’ultimo periodo della sua vita a Bologna, dove aveva preso in affitto alcune stanze presso il signor Gaetano Conti. All’inizio di febbraio del 1759 Carestini si ammalò gravemente, tanto che il padrone di casa chiamò un notaio, Giacomo Gualandi. Egli dichiarò Carestini «presentemente gravemente infermo» e procedette a stilare un inventario di tutti i beni in possesso del cantante, oltre che redigere il suo testamento. Carestini nel 1752 ne aveva già scritto uno, pur essendo in salute, per assicurarsi che il fratello Francesco soddisfacesse la sua volontà: infatti il cantante premeva che questi sposasse una donna di un buon partito, in modo che il patrimonio acquisito in tanti anni di lavoro potesse ampliarsi ulteriormente e rimanere all’interno della famiglia anche nelle future generazioni, la cui esistenza naturalmente poteva dipendere soltanto dal fratello.
Nel febbraio del 1759 il virtuoso marchigiano morì e Francesco Carestini, che ancora risiedeva nella Marca d’Ancona, andò a ritirare i suoi averi in casa Conti, come appunta il notaio Gualandi. Alla dipartita del cantante non avvenne nessun segno di lutto a Bologna, fatto peculiare perché per i personaggi noti, in particolare gli affiliati all’accademia filarmonica cittadina, venivano recitate messe di suffragio per un mese, funzioni che in tal caso non avvennero. «Forse» commenta Anzani «quell’antica inimicizia con colleghi, quel fare vanaglorioso e da protagonista che avevano caratterizzato la sua carriera gli erano costati l’antipatia di Bologna?».
In ogni caso, si può affermare che Giovanni Carestini fu evidentemente uno dei maggiori protagonisti della scena operistica della prima metà del XVIII secolo, in particolare per quanto riguarda la categoria dei cantanti evirati.

## Voce e reputazione
Carestini fu in vita «cantante e attore di grande sensibilità e temperamento, vantò una voce potentissima, estesissima e doti virtuosistiche d’eccezione», come lo descrive Celletti, e fu certamente, oltre che fra i più bravi interpreti d’opera, anche fra i più celebri, tanto che Giuseppe Parini lo menziona, assieme al famoso rivale Farinelli, in un suo componimento satirico sul mondo del teatro del 1755:
Che importan leggi al poeta meschino,
purché quel poco alfin vada buscando

che avanza a Farinello e a Carestino?

### Il giudizio dei coevi
Il collega cantante Giovanni Battista Mancini nel proprio libro sul canto scrive di lui: 
Se la sua voce fù bella di sua natura, non trascurò anche collo studio di purificarla, e renderla atta in ogni genere di canto a un tanto segno sublime, che ancor nell’età sua giovanile stabilì e fama, e credito. Aveva una mente fecondissima, e un delicato discernimento per modo, che quantunque i parti della sua mente fossero vaghissimi, egli non ostante non ne restava mai soddisfatto, e contento. Accadde un dì, che trovandosi un suo amico nell’atto che studiava, e applaudendo il suo canto, a lui rivoltosi il buon Carestini: amico gli disse: se io non arrivo a soddisfare me stesso, non potrò soddisfare neppure gl’altri: ripeteva perciò quell’aria fino a tanto, che trovava quelle tali cose, che gli davano maggiore diletto; e perciò il suo cantare fù scelto, deciso, e sublime. Non trascurò la Comica, anzi vi studiò assiduamente, non ostante il suo bel personale, e riuscì in tutti i diversi caratteri così perfetto, che anche per quella parte sola, si rese celebre.
Il compositore Johann Mattheson, rispetto ad una delle esibizioni a Venezia di Carestini nel 1725, descrive in termini molto positivi le abilità vocali del virtuoso marchigiano, tanto da definirlo «der vornehmste Sänger» («il più illustre cantore»): paragona poi l’incedere del suo canto ad una ruota che gira con la massima forza e che, nonostante la velocità esecutiva, si riescono a distinguere tutti i suoni, scanditi peraltro senza alcun apparente sforzo.
Johann Adolf Hasse, secondo quanto riportato da Charles Burney, pare avesse quest’opinione di lui: «whoever had not heard Carestini was unacquainted with the most perfect style of singing» («chiunque non abbia ascoltato Carestini non ha conosciuto il più perfetto stile di canto»).
Proprio Burney si sofferma in vari punti su Carestini nel proprio libro sulla storia della musica: descrive così il percorso della sua voce nel tempo: «his voice was at first a powerful and clear soprano, which afterwards changed into the fullest, finest and deepest counter-tenor that has perhaps ever been heard» («la sua voce fu all'inizio di potente e limpido soprano, per poi cambiare nel più pieno, raffinato e profondo controtenore che probabilmente si sia mai udito»). Anche Johann Joachim Quantz spiega il mutamento di registro dagli anni giovanili a quelli maturi: «Carestini hatte damals [1726] eine starke und völlige Sopranstimme, welche sich in den folgenden Zeiten, nach und nach, in einen der schönsten, stärksten, und tiefsten Contralte verwandelt hat» («Carestini aveva allora [1726] una voce di soprano forte e completa, che negli anni successivi si trasformò a poco a poco in uno dei più belli, forti e profondi contralti»).

Sempre Burney torna a raccontare di Carestini per descriverne la figura e i maggiori punti di forza dello stile interpretativo, incentrato sul virtuosismo, ma anche sensibile all'aspetto della recitazione:
Carestini’s person was tall, beautiful, and majestic. He was a very animated and intelligent actor, and having a considerable portion of enthusiasm in his composition, with a lively and inventive imagination, he rendered every thing he sung interesting by good taste, energy, and judicious embellishments. He manifested great agility in the execution of difficult divisions from the chest in a most articulate and admirable manner. (La persona di Carestini era alta, bella e maestosa. Era un attore molto vivace e intelligente e, partecipando con considerevole entusiasmo alla composizione, con un'immaginazione fervida e inventiva, rendeva interessante ogni cosa che cantava con buon gusto, energia e abbellimenti giudiziosi. Manifestava grande agilità nell'esecuzione di difficili passaggi di petto in maniera assai articolata e ammirevole).
Si sofferma poi molto sulla collaborazione con Händel ed evidenzia che Carestini, assieme agli altri più importanti primi uomini del compositore di Halle, riusciva a compiacere sia l'occhio che l'orecchio «by the dignity, grace, and propriety of their action and deportment» («Per dignità, grazia e proprietà dei loro azione e portamento»).
Un’interessante particolarità della voce di Carestini emerge da una lettera del 15 gennaio 1780 di Francesco Zacchiroli che, commentando la voce del castrato Luigi Marchesi, ad un certo punto fa un paragone con il virtuoso marchigiano, affermando che Marchesi riesce a raggiungere alcune note «baritone e basse come quelle di Carestini».
A tal proposito Beghelli ipotizza che alcuni cantanti castrati conservassero comunque, nonostante l’operazione, parte del registro grave tipicamente maschile, anche se questo non veniva esibito, se non in poche occasioni. Fra costoro sembra esserci stato Carestini, il quale pare si contraddistinguesse per tale aspetto, visto che viene ricordato da Zacchiroli precisamente per questo.

### Oggi
Nel 2007 il controtenore francese Philippe Jaroussky incise un CD intitolato Carestini: the story of a castrato che comprende alcune delle arie scritte da vari compositori a posta per la voce del virtuoso marchigiano.
Nel 2008 il mezzosoprano bulgara Vesselina Kasarova incise un CD intitolato Sento brillar: arias for Carestini che comprende alcune delle arie composte da Händel sulle capacità del virtuoso marchigiano.
A partire dal 2014 a Filottrano (Ancona), paese natale di Carestini, si svolge ogni estate un festival musicale a lui dedicato, chiamato "Sulle orme del Cusanino".

## Aneddoti
- Quando andò in scena l'Artaserse di Leonardo Vinci a Roma nel 1730, sembra che Carestini, durante uno dei suoi brani, sulla parola «lasciatemi» sia stato interrotto dall’annuncio della morte del pontefice Benedetto XIII, con il successivo ordine di fermare tutte le rappresentazioni per lutto e fare silenzio in segno di cordoglio. Nonostante ciò, il virtuoso avrebbe continuato lo stesso la sua esibizione, giocando proprio sulla parola «lasciatemi» e portando il pubblico in giubilo al grido di «Viva Carestini!». Korsmeier nota tuttavia che nel libretto di quest’opera la parola «lasciatemi» non compare mai nei pezzi chiusi dove canta Arbace.[62]
- Pare che a Carestini non piacesse l'aria dell'Alcina (1735) di Händel "Verdi prati", tanto che si rifiutò di cantarla, facendo per questo infuriare il compositore, che gli gridò: «You dog! Don't I know better than you what you can sing? If you don’t want to sing the arias I give you, I won’t pay you any Stüver!»[63] («Tu, cane! Non so forse meglio di te cosa puoi cantare? Se non vuoi cantare tutte le arie che ti consegno, non ti pagherò nemmeno un soldo!»). Carestini alla fine deve essersi comportato professionalmente, perché non solo eseguì il pezzo, ma a quanto pare lo fece bene a tal punto che riscosse un enorme successo, con il pubblico che gli chiese più volte di ricantarla, nonostante in quel periodo a Londra vigesse nel teatro una regola che proibiva di eseguire più volte consecutive uno stesso brano.[64]
- In un'occasione non ben precisata sembra che una spettatrice abbia commentato Carestini così: «canta bene, non c'è niente da dire, ha vitalità, espressione, ma si sente che gli manca qualcosa».[65] Sulla natura di castrato e l'ambiguità di genere di Carestini ironizza ampiamente anche un componimento satirico scritto a Londra nel 1734 dal titolo An epistle from the platonick Madam Barbier to the celebrated Signor Carestino (Un'epistola della platonica Signora Barbier al celebrato Signor Carestino), in cui si fa anche riferimento ad una scena dell'Arianna in Creta di Händel, in cui Carestini, nei panni di Teseo, ha una colluttazione sul palcoscenico con il Minotauro, provocando la sarcastica apprensione dell'io lirico.[66]
- Carestini non stava affatto simpatico al celebre collega Farinelli, che lo definì «soggetto vanaglorioso» e persino «maledetto castrato».[2]
- Nel 1746, mentre viaggiava in Germania alla volta di Bayreuth, Carestini litigò con un postiglione fino ad infliggergli una pugnalata che gli costò l'arresto. Venne scarcerato grazie all'intervento di alcuni suoi protettori e perché pare che le condizioni dell'accoltellato fossero migliorate.[44] Oltre, evidentemente, al coltello suddetto, Carestini aveva di certo altre armi, perché nell'inventario dei beni redatto dal notaio al momento della sua morte si può leggere che il cantante possedeva anche delle pistole, assieme a molti oggetti preziosi probabilmente regalatigli da alcuni nobili mecenati.[2]

## Iconografia

Il risveglio della Contessa quarto quadro della serie Il matrimonio alla moda di William Hogarth. Si ipotizza che sulla sinistra, con il libro aperto in mano, possa essere ritratto Giovanni Carestini, ma è plausibile che possa invece essere il Senesino, che prima di lui lavorò con Händel.

Nella stagione di Carnevale 1724-1725 a Venezia Carestini interpretò Ottaviano nella Mariane di Giovanni Porta e venne rappresentato in queste vesti sotto forma di caricatura da Anton Maria Zanetti, il quale pure in altre occasioni raffigurò il virtuoso. Carestini si può osservare anche in un'altra caricatura, in questo caso di Marco Ricci, nella parte di Medarse per il Siroe Re di Persia di Leonardo Vinci, andato in scena a Venezia nella stagione di Carnevale 1725-1726.
A Londra nel 1735 Carestini fu raffigurato in sembianze stilizzate col costume di Ariodante per l'opera omonima di Händel e venne inoltre effigiato nel ritratto eseguito da George Knapton e poi riprodotto da John Faber jr., l'unica immagine che si può considerare verosimile del virtuoso.
Carestini è stato anche identificato nelle sembianze dell'uomo seduto a sinistra, con la bocca semiaperta e un libro in mano, nel quadro di William Hogarth Il risveglio della contessa, quarto della serie Il matrimonio alla moda. Tuttavia rimane un'ipotesi, poiché in questo personaggio si potrebbero riconoscere anche le fattezze di Francesco Bernardi detto il Senesino, fra i più famosi cantanti castrati a Londra e che lavorò a lungo con Händel prima di Carestini.